# ALICE (PSK)
『ALICE』（アリス）は、パソコンショップ高知 (PSK) が1984年に発売したアダルトゲームである。プレイヤーはコマンドを打ち込むことで主人公のアリスを操作するアドベンチャーゲームで、1980年代の日本におけるロリコン・ブームの影響を受けて制作された。

## 制作・リリース
パソコンゲームメーカーのPSKは、1980年代前半にアダルトゲーム『ロリータ 野球拳』・『ロリータⅡ 下校チェイス』・『ファイナルロリータ』といった『ロリータ』シリーズをリリースしており、その最中の1984年に発売した『ALICE』も同じくPSKによるロリコンゲームの1つとされる。文献によれば発売月は5月もしくは7月とされており、定かではない。対応機種はPC-8801とFM-7で、ともに5インチ2D媒体でリリースされた。ゲームの制作者は『ロリータ』シリーズを手掛けた武市好浩である。本作のイラストは絵の輪郭線を最初に描画し、線で囲われた部分を後で塗りつぶすラインアートと呼ばれる手法を用いて生成される。

## ゲーム内容

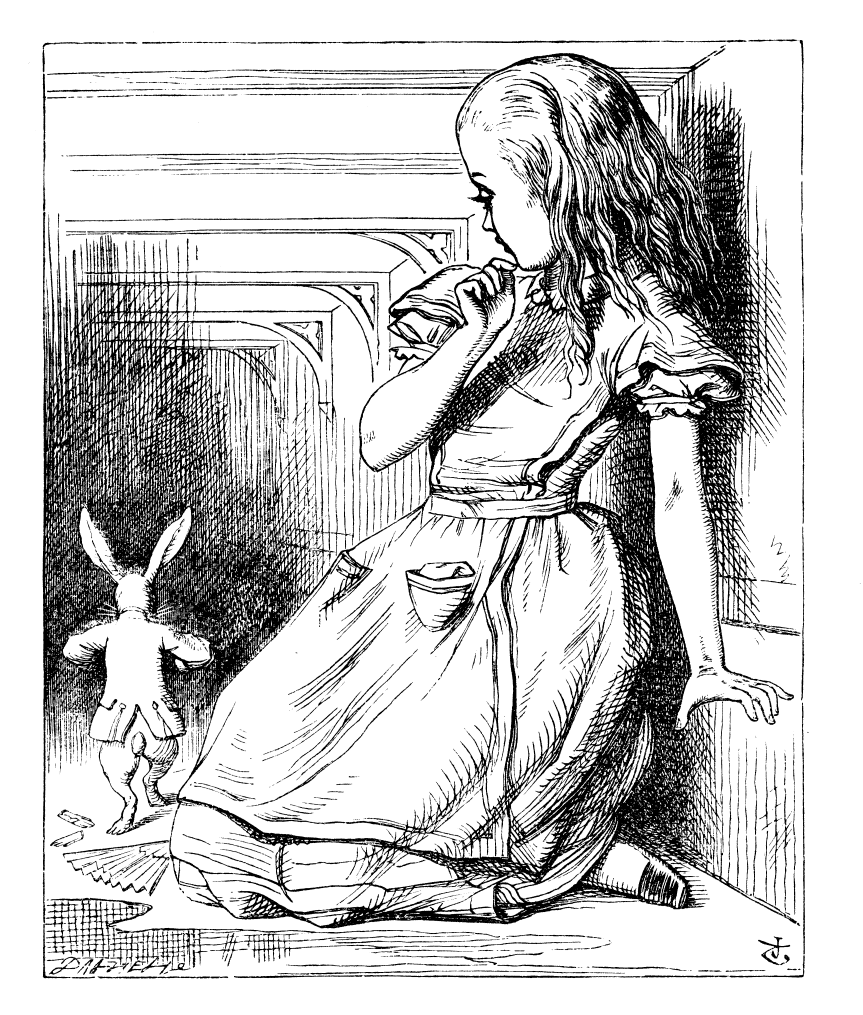
ルイス・キャロルによる『不思議の国のアリス』の挿絵

本作は、イギリス人作家のルイス・キャロルが書き上げた児童小説『不思議の国のアリス』のパロディとして制作されたアドベンチャーゲームである。プレイヤーは主人公であるアリスをコマンド入力によって操作し、例として「RAPE hogehoge」と入力することでhogehogeを犯すことが可能になっている。アリスはバニーガールを追いかけているうちに不思議の国に彷徨いこんだ設定となっており、プレイヤーはアリスを操作して不思議の国から抜け出すことを目指す。ゲーム冒頭ではアリスを穴の中に入り込ませたり、薬を飲ませて身体の大小を変化させたりと原作『不思議の国のアリス』をなぞるように進行するが、本作では少女の絵を描く男（武市好浩本人）やロリコン漫画雑誌『レモンピープル』なども登場し、プレイヤーはその都度手探りで適切なコマンドを類推して入力し、正解であれば物語が進行するシステムとなっている。

## 批評・反響
パソコンゲーム誌の編集者である前田尋之は、原作の『不思議の国のアリス』から乖離した登場人物やアイテムが出現する点についてユニーク過ぎると特筆し、「もはや不思議というより混沌の国になっている」と表現した。さらに、これまでのアダルトゲーム作品ではあくまでゲームのご褒美として性的なイラストを収録していたが、『ALICE』のように性的な内容をゲーム本編に組み込むアドベンチャーゲーム形式はアダルトゲーム業界に衝撃を与え、本作のリリースを契機として他の美少女ゲーム作品にも普遍したとしている。
前田の公式サイト「電脳世界のひみつ基地」のライターを務める松田およびアダルトゲームの歴史についてまとめた『エロゲー文化研究概論 増補改訂版』の著者である宮本直毅は、コマンドを類推するシステムはプレイヤーに労力がかかったとしている。松田は本作を「珍妙不可思議でおバカなゲーム」・「ミステリアスではなくカオス」と形容し、リリース当時はロリータ・コンプレックスを題材とした漫画の人気が高く、『ALICE』はロリコン漫画を描いていた漫画家・吾妻ひでおの画風や同人誌に影響を受けて制作されたとしている。一方の宮本は、ときに脈絡のないコマンドを打ち込む必要もあるため、「不条理のグルーヴ感はある意味まさにワンダーランド的ではある」と評した。また、美少女ゲームでは女性キャラクターを主人公に据えた作品が稀有なことを踏まえた上で、アリスを主人公に展開する本作が美少女ゲーム黎明期にリリースされたことを特筆している。